# Pita capblava
La pita capblava (Hydrornis baudii) és una espècie d'ocell de la família dels pítidss (Pittidae) que habita les zones boscoses de les terres baixes de Borneo.